# اولیویه آدام
اولیویه آدام (به فرانسوی: Olivier Adam) (زاده ۱۹۷۴) نویسنده قرن بیستم میلادی اهل فرانسه است. تاکنون چند اثر وی به فارسی ترجمه شده. از جمله مجموعه داستان گذر از زمستان و رمان بی‌پناه با ترجمه مارال دیداری.